# دانشگاه کاتولیک تیموکو

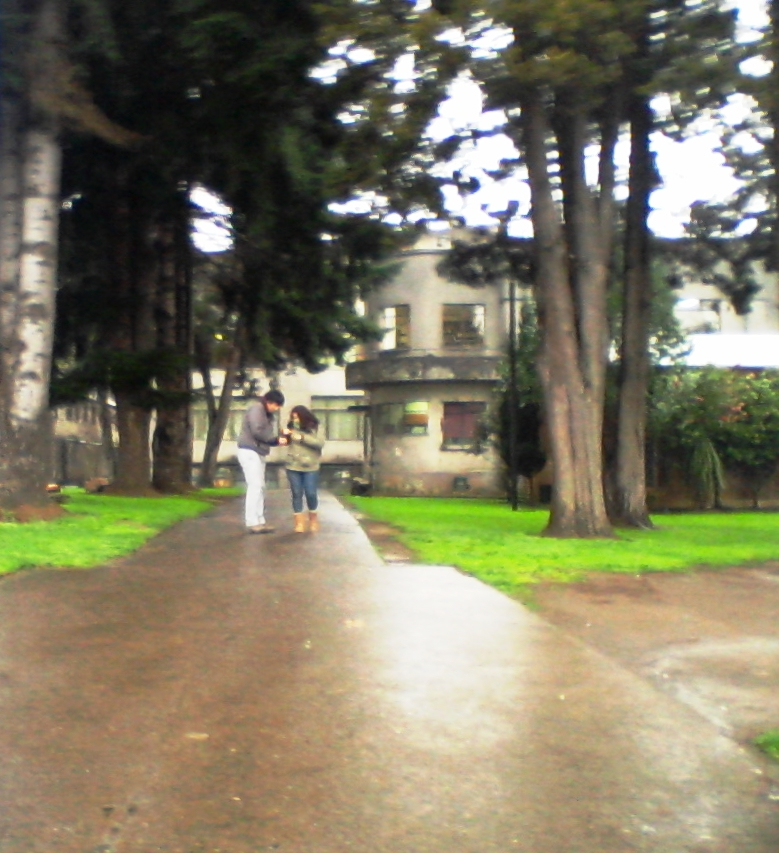
دانشگاه کاتولیک تیموکو

دانشگاه کاتولیک تیموکو (به اسپانیایی: Universidad Católica de Temuco) یک دانشگاه در شیلی است که در تموکو واقع شده‌است.